# Angiolo Del Santo
Angiolo Del Santo (La Spezia, 11 aprile 1882 – La Spezia, 19 novembre 1938) è stato uno scultore italiano.

## Biografia
Nato alla Spezia in Via dei Molini, figlio di Domenico e di Giovanna Tartarini, rivela precocemente il suo interesse per l'arte. Anche sua sorella, Luigia Anna, ne seguirà le orme artistiche dedicandosi alla pittura.
Nel 1892 frequenta, presso le scuole tecniche della Spezia, le lezioni del pittore Agostino Fossati, oltre allo studio di Felice Del Santo. Nel 1893 visita con assiduità lo studio dello scultore Giuseppe Rota impegnato a modellare il busto di Garibaldi, destinato all’omonimo orfanotrofio spezzino; anche Del Santo nello stesso periodo modella un busto dell’eroe. 

Contro il volere dei genitori, poco propensi ad assecondare la sua vocazione artistica, interrompe gli studi per allogarsi presso un marmista di via Roma alla Spezia dove comincia a scolpire. 
È nel 1897 che, con il consenso del padre, si reca all'Accademia di Carrara, introdotto da Arturo Dazzi e frequenta brillantemente il secondo corso ottenendo il primo Premio finale. Nel 1899 si trasferisce a Genova presso lo studio dello scultore Scanzi con poco successo. 

Nel 1900 suo padre Domenico si ammala e muore dopo pochi mesi. Nel 1901, con un anno in anticipo, Angiolo si arruola volontario nella settima brigata artiglieria da Costa alla Spezia, ma si ammala di bronchite e dopo una lunga degenza nell'ospedale militare, viene congedato con una malattia bronchiale che lo accompagnerà per tutta la vita. 
Nonostante la salute ancora cagionevole, nel 1902 apre uno studio in via dei Molini dove riceve le prime rare commissioni. 

Le cronache locali ricordano un suo busto in gesso di Giosuè Carducci realizzato nel 1907 in occasione di una cerimonia in onore del poeta tenutasi al teatro Politeama di Genova. Si conservano anche le fotografie di un busto in gesso del poeta Shelley modellato nello stesso anno per le celebrazioni che si svolsero a San Terenzo.
In questi anni Luigi d'Isengard, che è solito frequentare regolarmente il suo studio, lo incoraggia a perseverare e gli presenta Antonio Fradeletto che con grande disponibilità intercede affinché l'artista sia ammesso come allievo nello studio dello scultore torinese Leonardo Bistolfi, presso il quale svolgerà un importante apprendistato formativo dal 1909 al 1917.
Dopo aver trascorso anche gli anni della guerra a Torino, nel 1917 fa definitivamente ritorno alla Spezia dove si dedica completamente al lavoro nonostante la salute cagionevole. 
Si sposa con la maestra Giulia Cavalletti; dal matrimonio nascono Luigi, che diventerà uno dei più conosciuti ingegneri spezzini del dopoguerra, e Gabriele, avvocato e noto assicuratore.
Autodefinitosi scultore eclettico, Del Santo in effetti è stato artista dalla ricca fantasia, dotato di una grande e monumentale varietà d'ispirazione, con intenso richiamo ai modi del Manierismo rinascimentale.
All'artista, prematuramente scomparso nel 1938 all'età di cinquantasei anni, la città della Spezia ha dedicato una retrospettiva nel 1992, presso il Centro culturale Allende, con molte opere provenienti sia dal Cimitero Monumentale della Spezia che da collezioni private .
Gli anni di apprendistato
Angiolo Del Santo (La Spezia 1882 – 1938) apprende l’arte della scultura nello studio di Leonardo Bistolfi tra il 1909 e il 1917. Nonostante questi otto anni di assidua presenza, nell’ampia bibliografia dell’artista casalese il nome Del Santo è o ignorato o nulla più che citato nel novero degli allievi che hanno svolto il praticantato a La Loggia.
Eppure, l’epistolario intercorso tra Del Santo e Augusto Magli (1890 – 1962), amico e collega, nonché tra Bistolfi e Del Santo stesso negli anni del suo rientro alla Spezia, depone per un chiaro apprezzamento da parte del maestro verso l’allievo. In talune lettere, delle circa quaranta scritte da Torino, e in un sintetico bio-curriculum del 1926, Del Santo fa riferimento ai lavori in esecuzione a La Loggia cui ha atteso con un ruolo desumibile dal marginale all’esclusivo. Questi scritti pertanto confermano l’operosa partecipazione di Del Santo all’attività dello studio. In essi compaiono brevi citazioni che consentono identificazioni di statuaria precise in alcuni casi e vaghe in altri: 1909 targa per Casale Monferrato e bozzetto d’un monumento a Mantegna; 1910 monumento funebre per un non precisato generale americano e statua allegorica della Primavera. 

Nel 1911, in occasione della Esposizione internazionale di Torino, prese parte attiva all'opera architettonica più importante, il famoso "Ponte Monumentale" sul Po, costruito in legname e stucco dall'Impresa Fratelli Viotti. Le colonne, che sorreggevano le vittorie alate dello scultore Sassi, furono infatti decorate con imponenti ed assai ben rifiniti gruppi scultorei proprio da Angiolo Del Santo. Purtroppo, il Ponte, così come altre opere architettoniche create a fini espositivi, fu smantellato nel 1912 e delle statue non si ebbero più notizie. Sempre al 1911 risalgono i marmi per la facciata del Palazzo delle Belle Arti di Città del Messico; 1913 monumento a Francesco Cirio di Nizza Monferrato alla cui base sono dei bassorilievi nei quali si riconosce l’esclusiva mano di Del Santo anche per l’amato tema dei putti festanti.
Inoltre la dozzina di lettere spedite da Bistolfi a Del Santo tra il 1916 e il 1924 informano della piena fiducia del maestro nei confronti dell’allievo ormai considerato amico e collega: nel dipanare grane quali l’invio di bronzo dalla Direzione d’Artiglieria di Spezia, bloccato per impicci vari, ottenuto a buon prezzo per la fusione del Garibaldi di Savona; nel condividere la complessa e ponderosa organizzazione della mostra di arte e artigianato italiani, allestita nei 17 saloni della nave “Italia” partita dalla Spezia il 17 febbraio 1924 e diretta in sud America per complessivi 98 giorni di navigazione e 112 di esposizione in 27 porti; nell’intercedere fortemente affinché il monumento ad Anacarsi Nardi di Licciana (MS) fosse commissionato a Del Santo che effettivamente poi eseguì l’opera inaugurandola il 10 agosto 1919.
DISTINZIONI OTTENUTE IN PARTICOLARI CONCORSI PUBBLICI:
- distinzione, concorso per l'erezione di un monumento ai Mille - Genova Quarto.
- distinzione, concorso per un Cristo Risorto presso l'Altare della Cappella dei Suffragi - Cimitero di Staglieno – Genova.
- distinzione, concorso per l'erezione di un monumento a Don Bosco in Torino.

## Opere principali
- Incipit vita nova, altorilievo in marmo (1919), Tomba Cima Bertonati, La Spezia, Cimitero dei Boschetti[5].
- Targa della Vittoria, (1922), La Spezia, vecchio Palazzo Civico.
- Monumento ai Caduti, Vittoria Alata, (1923), piazzale del Marinaio, La Spezia[5].
- Monumento a Giovanni Capellini , (1924), Giardini Pubblici La Spezia.
- Erma di Ubaldo Mazzini, (1925), Giardini Pubblici,  La Spezia.
- trittico di lunette in marmo , Chiesta Proto Cattedrale di Santa Maria Assunta, La Spezia.
- Statua in marmo Sacro Cuore, Chiesa Proto Cattedrale di Santa Maria Assunta, La Spezia.
- Pulpito, Chiesa di Nostra Signora della Neve, La Spezia.
- Statua di San Giovanni Bosco, Chiesa di Nostra Signora della Neve, La Spezia.
- Monumento a Nicolò Paganini, (1935), comune di Carro.
- Deposizione di Cristo, bronzo, Cattedrale di Cristo Re, La Spezia.
- Monumenti funebri, Genova, cimitero di Staglieno.
- Galleria d’Arte Moderna, Genova Nervi, villa Saluzzo Serra.
- Lapide ai caduti della Grande Guerra, Palazzo del Comune, Montignoso.
- monumento in bronzo ai Caduti di Biassa (SP), 1929.
- monumento in bronzo ai caduti di Brugnato (SP).
- targa in marmo ai Caduti di Vernazza (SP).
- targa in marmo ai Caduti di Tivegna (SP).
- targa in marmo ai Caduti di Montignoso (MS).
- targa in bronzo agli Impiegati comunali caduti, La Spezia.
- targa in marmo agli Studenti caduti, Liceo classico Lorenzo Costa, La Spezia.
- monumento in marmo al martire Anacarsi Nardi, Piazza del Comune Licciana Nardi (MS).
- ritratti in bronzo fratelli Biagio e Anacarsi Nardi, Apella di Licciana Nardi (MS).
- gruppi scultorei in marmo all’esterno del Teatro Cozzani, La Spezia.
- piccolo busto bronzeo di bimba “Giana”, Galleria d’Arte Moderna di Genova.
- Statua bronzea dedicata a Nicolò Paganini, associazione Amici di Paganini, Via Garibaldi Palazzo Tursi (Genova).
- busto in bronzo Conte Sforza, presso l'Accademia Capellini, La Spezia.
- bassorilievo del senatore geologo Capellini, presso l’omonima Accademia, La Spezia.
- busto in marmo dell'avvocato Bertagna, Ospedale Civile S. Andrea La Spezia.
- ritratto in bronzo di Michele Rossi, Ospedale Civile S. Andrea La Spezia.
- busto in bronzo di Giobatta Barone, Ospedale Civile S. Andrea La Spezia.
- statua in bronzo di Mary Della Rosa, (1925), Cimitero Monumentale dei Boschetti La Spezia.
- bassorilievo e putti (trafugati) in bronzo famiglia Beverini, Cimitero Monumentale dei Boschetti La Spezia.
- Cristo deposto, bronzo per i Salesiani (don Fantini), Cimitero Monumentale dei Boschetti La Spezia.
- busto in bronzo famiglia Vincenzo Contesso, Cimitero Monumentale dei Boschetti La Spezia.
- busto in marmo del cavaliere Carlo Sardi, Cimitero Monumentale dei Boschetti La Spezia.
- Madonna, bronzo per la famiglia Del Santo (Angiolo, Luigi e Gabriele Del Santo e Giulia Cavalletti), Cimitero Monumentale dei Boschetti La Spezia.
- Cristo in croce, cemento, famiglia Cozzani, Cimitero Monumentale dei Boschetti La Spezia.
- gruppo in bronzo Fides, Caritas, Labor, famiglia Michele Rossi, Cimitero Monumentale dei Boschetti La Spezia.
- altorilievo in marmo famiglia Bertonati e ritratto in marmo di Gaetano Bertonati, Cimitero Monumentale dei Boschetti La Spezia.
- Cristo risorto, marmo per famiglia Melani, Cimitero Monumentale dei Boschetti La Spezia.

## Galleria d'immagini

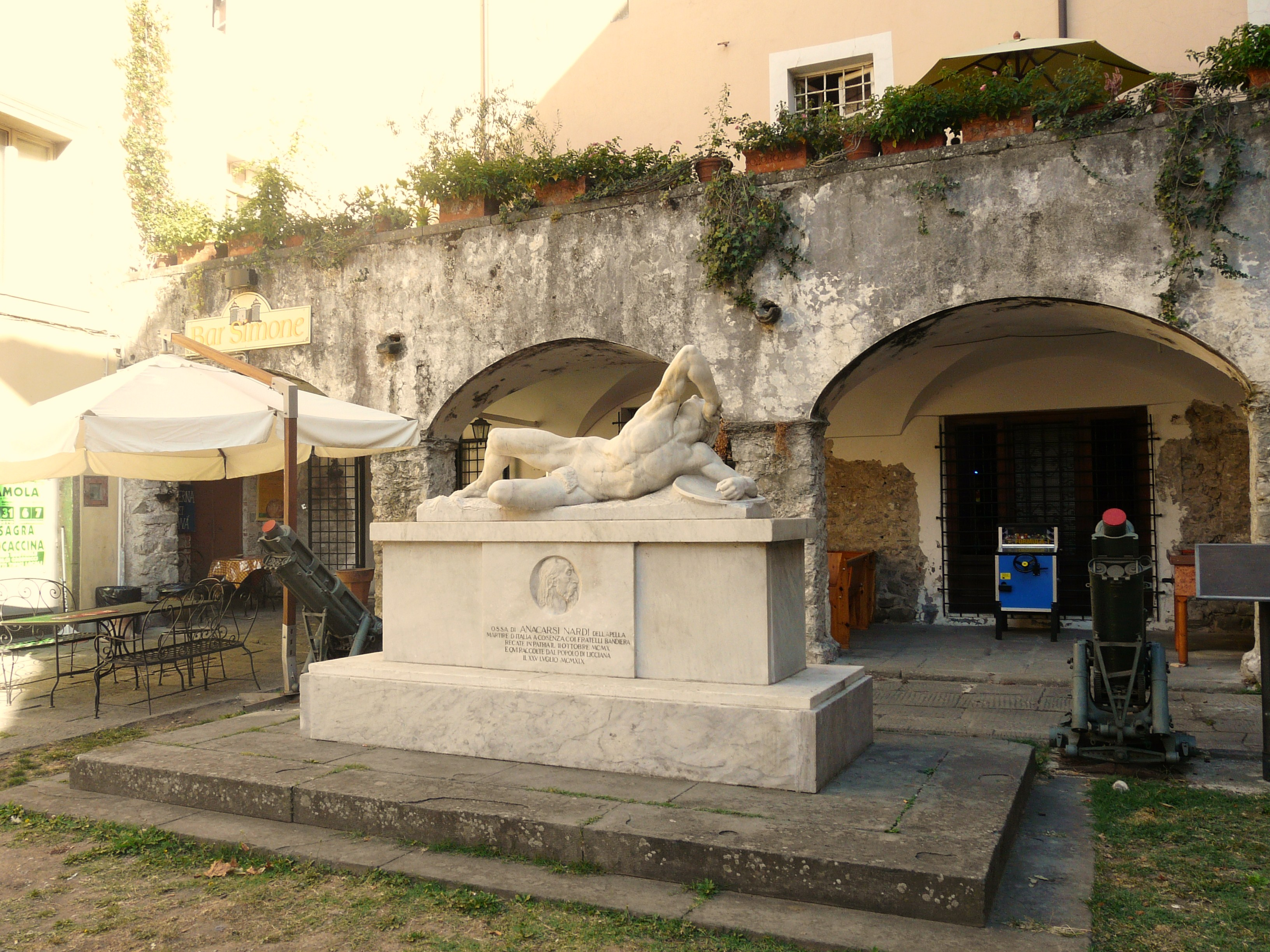
Monumento ad Anacarsi Nardi 1919
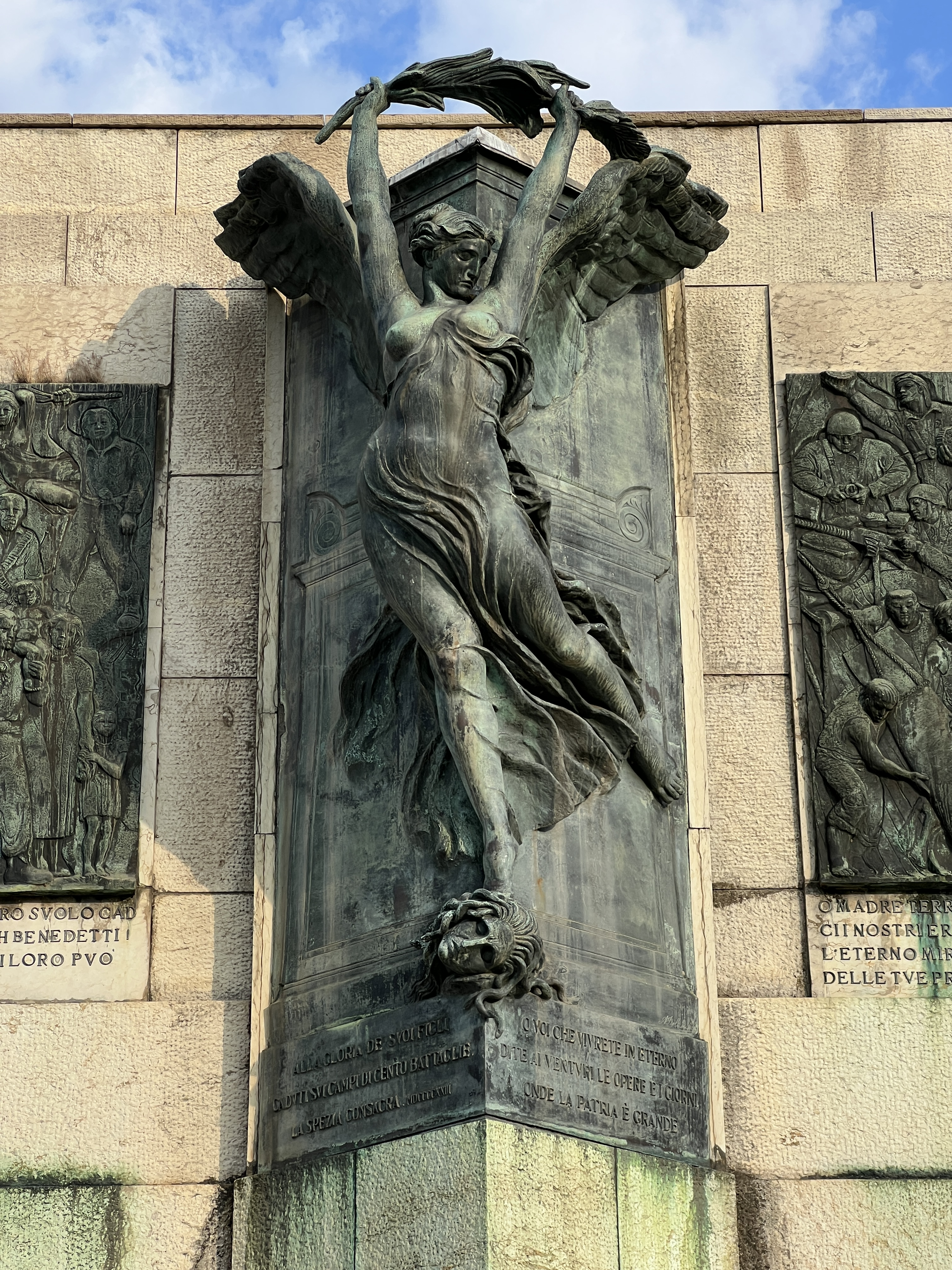
Vittoria alata 1922
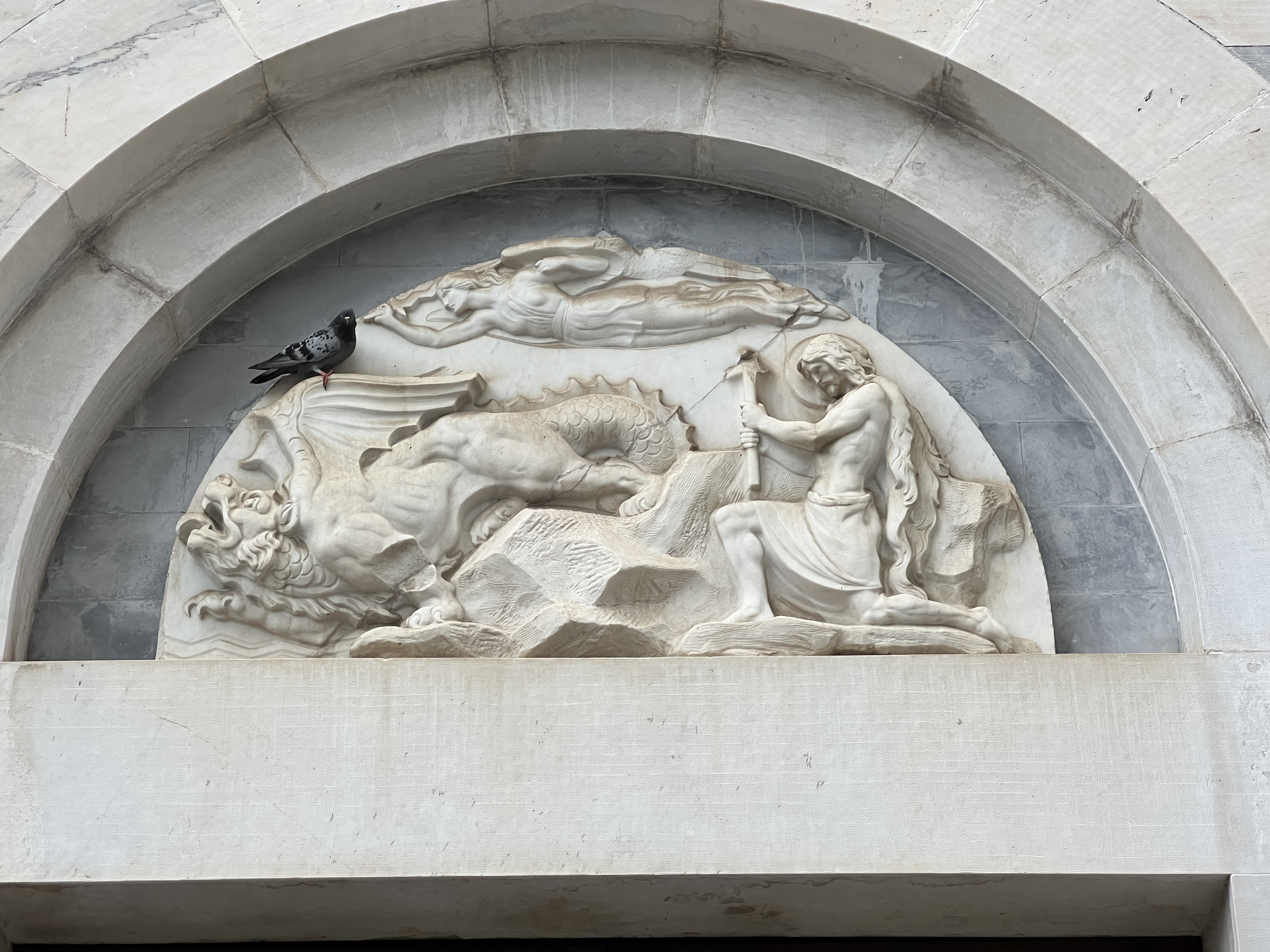
San Venerio scaccia il drago
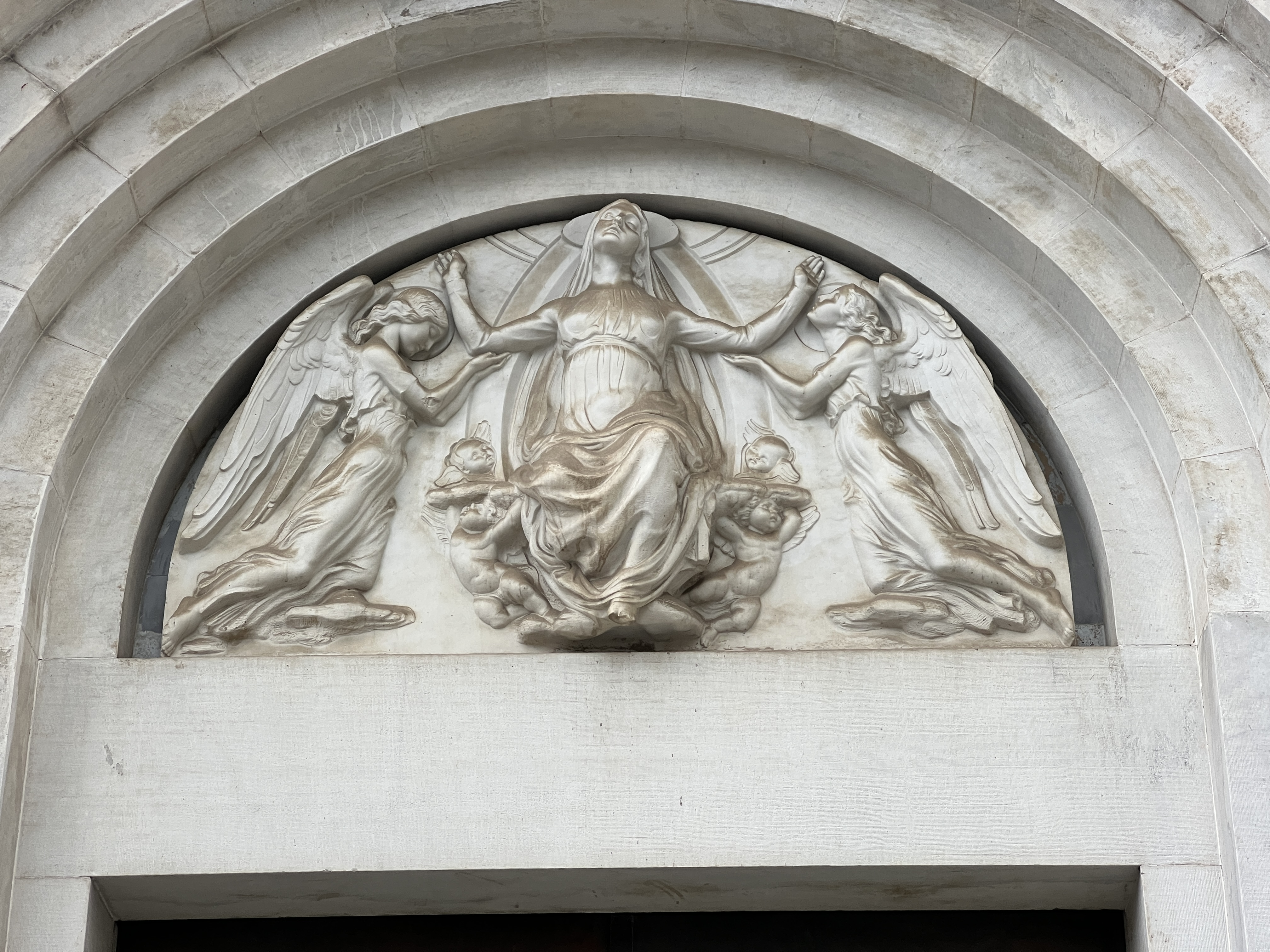
L'Assunzione di Maria
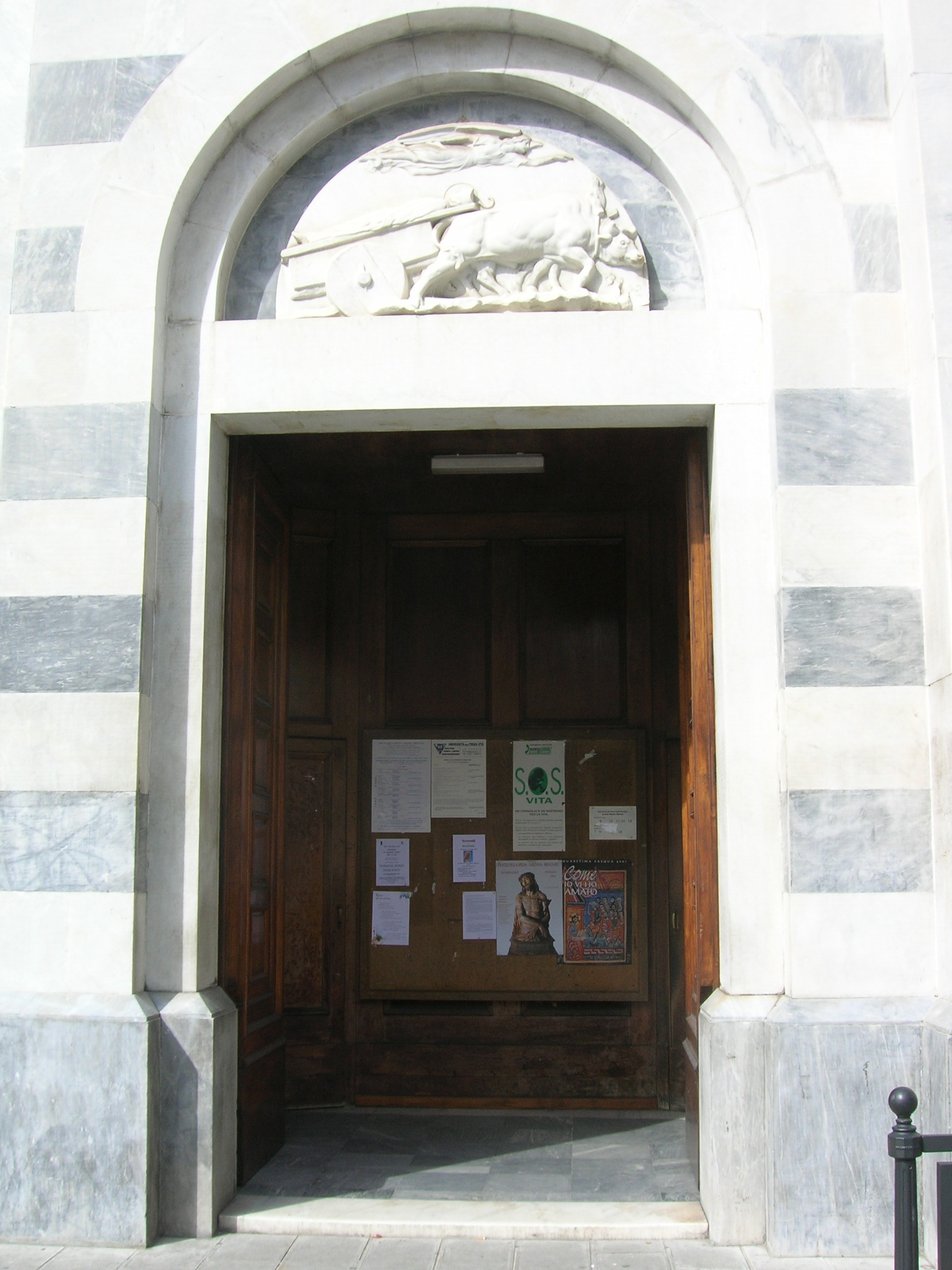
Il trasporto di San Terenzio di Luni